# SK Sparta Krč
Sparta Krč ist ein tschechischer Fußballverein aus dem südöstlichen Prager Stadtteil Krč. In der Saison 2007/08 spielte der Klub zum ersten Mal in seiner Geschichte in der 2. tschechischen Liga.

## Vereinsgeschichte
Der Verein wurde 1910 als RH Krč gegründet. Bis zur Umbenennung in AFK Sparta Krč im Jahr 1919 gibt es keine Aufzeichnungen über die Tätigkeit des Klubs. Ab diesem Jahr nahm der Verein am Spielbetrieb der Region Mittelböhmen teil, zunächst in der untersten Spielklasse. Im Jahr 1923 wurde Krč nach Prag eingemeindet, der Klub benannte sich in RH Praha XIV um. 1927 kehrte der Verein zur Bezeichnung Sparta zurück.
Im selben Jahr gelang der Mannschaft der erste Aufstieg der noch jungen Vereinsgeschichte, in die III. třída. Kurz darauf änderten die Offiziellen abermals den Vereinsnamen: fortan spielte die Mannschaft als AFK Sparta Krč. Schon 1929 feierte der Klub den Aufstieg in die II. třída und nur ein Jahr später stieg die Mannschaft erneut auf, diesmal in die höchste Spielklasse Mittelböhmens, die so genannte 1.A třída.
Nach dem Zweiten Weltkrieg hieß der Klub zunächst Sokol Sparta Krč. 1953 fusionierte der Verein mit Jiskra Michle zu TJ Montáže Krč, 1957 wurde der Name in TJ Jiskra Montáže Praha, 1961 in TJ Montáže Praha geändert.
Die Mannschaft war von 1960 bis 1965 drittklassig, spielte dann aber nur noch in unteren Klassen. 1977 gelang Montáže die Rückkehr in den damals viertklassigen Pražský přebor, die Prager Stadtliga. In den 1980er Jahren pendelte die Mannschaft zwischen der mittlerweile fünftklassigen Prager Stadtliga und der viertklassigen Divize.
Der Aufstieg in die 3. Liga gelang Montáže 1990. Zwei Jahre später kehrte der Verein zu seiner alten Bezeichnung Sparta zurück, nahm allerdings auch das Sponsorenkürzel BB in den Namen auf. Seit 1995 trägt der Verein die heutige Bezeichnung SK Sparta Krč.
Sparta Krč stieg 1996 aus der 3. Liga ab, aber umgehend wieder auf. In der Saison 2003/04 stieg die Mannschaft erneut ab und sofort wieder auf. Das Spieljahr 2006/07 beendete Sparta Krč auf dem zweiten Platz. Da dem FK Chmel Blšany für die Saison 2007/08 die Zweitligalizenz verweigert wurde, konnte Sparta Krč dessen Platz in der professionellen 2. Liga einnehmen. Nach nur einer Saison stieg Krč wieder aus dem Profilager ab.
Finanzielle Schwierigkeiten führten dazu, dass sich die Mannschaft trotz eines dritten Platzes in der ČFL-Saison 2008/09 in der Spielzeit 2009/10 nur für den fünftklassigen Pražský přebor anmeldete.

## Stadion
Der Fußballplatz von Sparta Krč liegt in unmittelbarer Nähe zum Bach Kunratický potok und zum Baseball-Areal von Sokol Krč, das vier Baseball- bzw. Softballplätze umfasst. Das Fassungsvermögen liegt bei etwa 2.000 Zuschauern. Weil das eigene Stadion die Kriterien für die 2. Liga nicht erfüllt, trug Sparta Krč seine Heimspiele in der Zweitligasaison 2007/08 im Stadion Evžena Rošického aus, wo sich samstagvormittags allerdings nur wenige hundert Menschen einfanden.

## Bekannte ehemalige Spieler
- Otakar Češpiva
- Marek Nikl
- Rudolf Šmejkal
- Bohumil Smolík
- Josef Vedral
- Michal Vorel

## Trainer
- Karol Dobiaš (1995)
- Juraj Šimurka (1999–2000, 2006–2008)

## Vereinsnamen

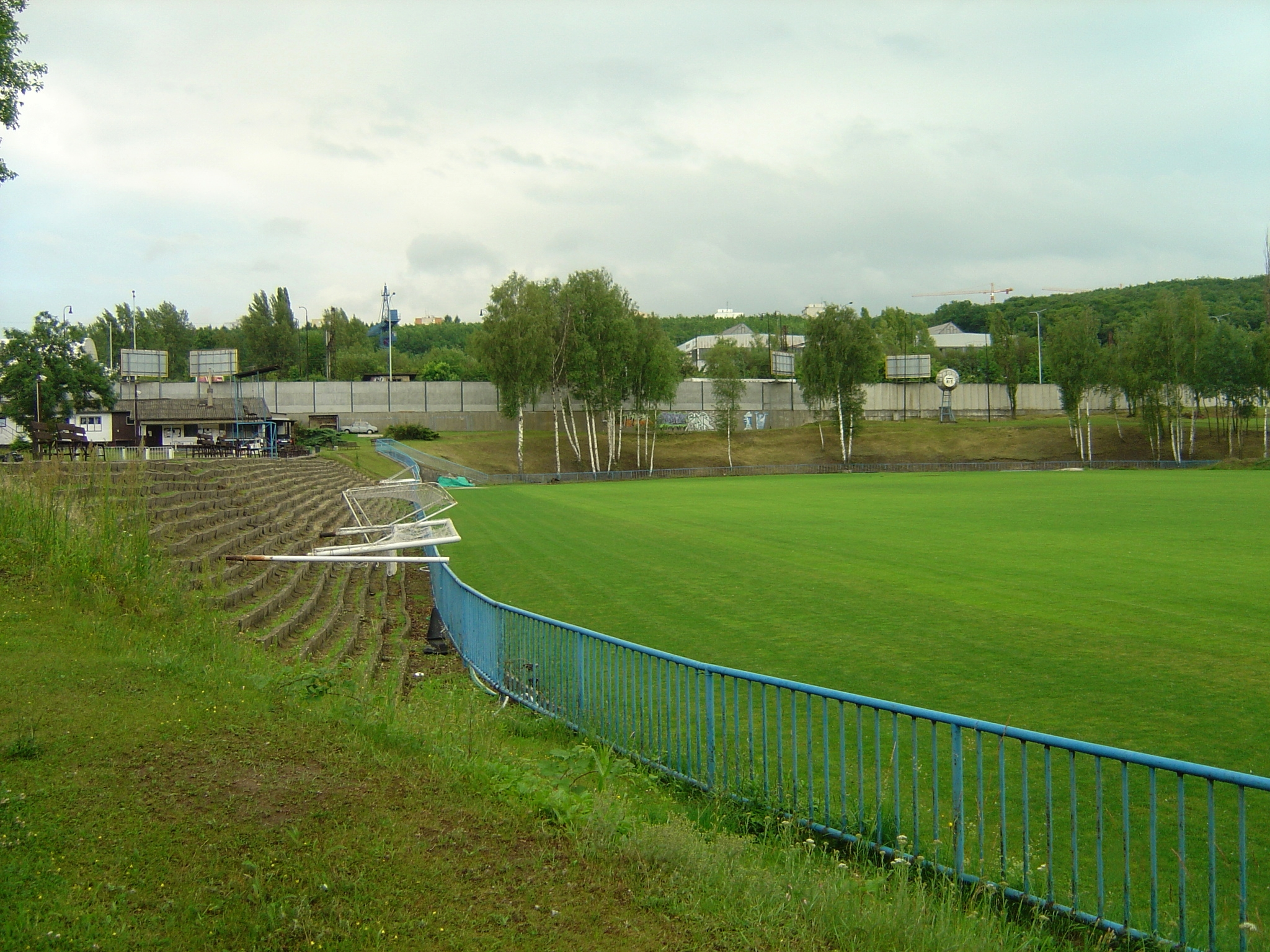
Stadion des SK Sparta Krč

- 1910 RH Krč
- 1919 AFK Sparta Krč
- 1923 RH Praha XIV
- 1927 AFK Sparta Praha XIV
- 1928 AFK Sparta Krč
- 1945 Sokol Sparta Krč
- 1953 TJ Montáže Krč
- 1957 TJ Jiskra Montáže Praha
- 1961 TJ Montáže Praha
- 1992 FC Sparta BB Krč
- 1995 SK Sparta Krč